# Guardia Presidencial de Guatemala
La Guardia de Honor Presidencial de Guatemala es una rama de las Fuerzas de Tierra de Guatemala, para la atención y protección del Presidente de la República de Guatemala, así como del Vicepresidente.

## Historia
Cuando fue fundada tenía sus instalaciones en la 8ª. Calle y 5ª Avenida de la ciudad de Guatemala, donde actualmente se encuentra la Biblioteca Nacional. Por orden general del 29 de enero de 1874 fue llamada Cuartel Guardia de Honor, y su primer jefe el General Julio García Granados. En 1884 formó una banda marcial. Entre 1886 y 1891, durante el Gobierno de Manuel Lisandro Barillas, se le dio el nombre de Segundo Batallón. El 24 de mayo de 1891 fue llamada, nuevamente, Guardia de Honor, y se nombró como Comandante al General José Reyes.
Tuvo varios traslados de cuartel, durante el mandato de José María Orellana y Jorge Ubico Castañeda, en 1940 fue denominado Regimiento de Infantería por el General Ubico, Jugó un papel determinante en el triunfo de la Revolución de octubre de 1944, cuando efectivos militares, al mando del Mayor Francisco Javier Arana Castro, con artillería pesada, se sumaron al movimiento popular y permitieron el ingreso de un grupo de 14 estudiantes universitarios.
Actualmente tiene su sede en Avenida de La Barranquilla 1-50, Guatemala.